# Instituto Nacional de Estadística
Instituto Nacional de Estadística er Spaniens officielle centralbureau for statistik demografi og økonomi og det spanske samfund. Byrådet foretager en national folketælling hvert tiende år. Forrige folketælling fandt sted i 2001.

## Links
- officielle hjemmeside

40°27′48.89″N 3°41′25.74″V / 40.4635806°N 3.6904833°V